# Ben Garner
Pour les articles homonymes, voir Garner.
Ben Garner, né le 24 mai 1980 à Redhill, est un joueur professionnel de squash représentant l'Angleterre. Il atteint le 39e rang mondial en mai 2006, son meilleur classement.

## Biographie
Il obtient un Master en économie à l'université d'Oxford. Après sa carrière de joueur, il devient entraineur au Baltimore Country Club (en) avant de rejoindre le monde de l'entreprise.
Son frère Tim Garner est également joueur de squash professionnel de squash. 